# Michelle Forbes
Pour les articles homonymes, voir Forbes (homonymie).
Michelle Forbes, de son vrai nom Michelle Renee Forbes Guajardo, est une actrice américaine née le 8 janvier 1965 à Austin, au Texas, aux (États-Unis).
Elle est connue à la télévision, ou elle joue plusieurs rôles récurrents dans les séries : Star Trek : La Nouvelle Génération, Homicide, 24 heures chrono, Prison Break, En analyse, True Blood, The Killing et elle tient l'un des rôles principaux dans la série Berlin Station.   
Elle fait également des apparations dans les séries : Au-delà du réel : l'aventure continue, Seinfeld, Battlestar Galactica, Alias, Lost : Les Disparus, Grey's Anatomy et Star Trek: Picard.
Au cinéma, on l'a vue dans les films Kalifornia, The Road Killers, Swimming with Sharks, Los Angeles 2013,  Perfume, Hunger Games : La Révolte, partie 2, Gemini et Columbus.
Elle est parfois considérée comme étant habituée à des seconds rôles sombres ou maléfiques.

## Filmographie

### Cinéma
- 1992 : The Playboys : Maggie Rudden
- 1993 : Love Bites : Nerissa
- 1993 : Kalifornia : Carrie Laughlin
- 1994 : The Road Killers : Helen
- 1994 : Swimming with Sharks : Dawn Lockard
- 1995 : Just Looking : Mary
- 1995 : Black Day Blue Night : Rinda Woolley
- 1996 : Los Angeles 2013 (Escape from L.A.) de John Carpenter : Brazen
- 1998 : Dry Martini : Valeria
- 2000 : Bullfighter : Mary
- 2001 : Perfume : Francene
- 2002 : American Girl : Madge Grubb
- 2004 : Dandelion (en) de Mark Milgard : Mrs. Voss
- 2004 : Al Roach: Private Insectigator : Dede Dragonfly
- 2013 : L'Ordre des Gardiens : Jordyn Flynn
- 2015 : Hunger Games : La Révolte, partie 2 : Lt. Jackson
- 2017 : Gemini de Aaron Katz : Jamie
- 2017 : Columbus de Kogonada

### Télévision
- 1991-1994 : Star Trek : La Nouvelle Génération (série télévisée) : Dara, Enseigne Ro Laren
- 1994 : Seinfeld : The Big Salad
- 1996 : The Prosecutors : Dist. Atty. Rachel Simone
- 1996 : Au-delà du réel : l'aventure continue / The Outer Limits (série télévisée) : Jamie Pratt
- 1996-1998 : Homicide (série télévisée) : Dr. Julianna Cox
- 2000 : Wonderland : Dr. Lyla Garrity
- 2000 : Homicide: The Movie (en) : Dr. Julianna Cox
- 2000 : Wonderland (série télévisée) : Dr. Lyla Garrity
- 2001 : Résurrection (Messiah) : Susan Metcalfe
- 2002 : 24 (série télévisée) : Lynne Kressge
- 2002 : Messiah 2: Vengeance Is Mine : Susan Metcalfe
- 2002 : Johnson County War (feuilleton) : Rory Hammett
- 2004 : Messiah III: The Promise : Susan Metcalfe
- 2005 : Global Frequency : Miranda Zero
- 2005 : Alias (série télévisée) : Docteur Maggie Sinclair
- 2005-2006 : Prison Break (série télévisée) : Samantha Brinker
- 2005-2006 : Battlestar Galactica (série télévisée) : amiral Helena Cain
- 2007 : Durham County : Dr. Pen Verrity
- 2007 : L'Insoutenable Vérité (Unthinkable) : Jamie McDowell
- 2008 : Lost : Les Disparus (série télévisée) : Karen Decker
- 2008-2009: True Blood (série télévisée): Maryann Forrester
- 2008-2009 : En analyse (série télévisée) : Kate Weston
- 2011 : The Killing (série télévisée) : Mitch Larsen
- 2013 : Chicago Fire (série télévisée) : Gail McLeod
- 2014 : Orphan Black (série télévisée) : Marian Bowles
- 2015 : Powers  : Retro Girl
- 2016 : Berlin Station (série télévisée) : Valerie Edwards
- 2019 : Grey's Anatomy : Vicki Ann Rudin
- 2021 : Big Sky : Margaret Kleinsasser
- 2021 : New Amsterdam : Dr Veronica Fuentes
- 2023 : Star Trek: Picard : Ro Laren

## Jeu vidéo
Michelle Forbes a prêté sa voix pour le Docteur Mossman dans la version originale de Half-Life 2, elle prête également sa voix et son apparence au personnage Gail Revas dans le jeu The Chronicles of Riddick: Assault on Dark Athena.

## Distinctions

### Nominations
- 1990 : Daytime Emmy Awards
- 1993 : Saturn Award
- 2003 : Screen Actors Guild Award
- 2010 : Saturn Award
- 2010 : Screen Actors Guild Award
- 2011 : Primetime Emmy Awards
- 2011 : Critics Choice Awards

## Voix francophones
En France
| - Emmanuèle Bondeville, dans : - Washington Police (série télévisée) - Fastlane (série télévisée) - 24 Heures chrono (série télévisée) - Prison Break (série télévisée) - L'Insoutenable Vérité (téléfilm) - The Killing (série télévisée) - Treadstone (série télévisée) - Juliette Degenne dans (les séries télévisées) : - Alias - Battlestar Galactica - True Blood - Chicago Fire - Rake - Berlin Station - Déborah Perret dans : - Swimming with Sharks - New Amsterdam (série télévisée) | - Véronique Augereau dans (les séries télévisées) : - Durham County - En analyse Et aussi - Marie-Madeleine Le Doze dans Star Trek : La Nouvelle Génération (série télévisée) - Maïk Darah dans Au-delà du réel : L'aventure continue (série télévisée) - Laure Sabardin dans Los Angeles 2013 - Kathleen Dirigo dans Homicide (série télévisée) - Martine Irzenski dans Le Damné (série télévisée) - Céline Monsarrat dans Lost : Les Disparus (série télévisée) - Claudine Grémy dans L'Ordre des gardiens - Marjorie Frantz dans Hunger Games : La Révolte, partie 2 - Isabelle Gardien dans Big Sky (série télévisée) |